# 浦江城墙

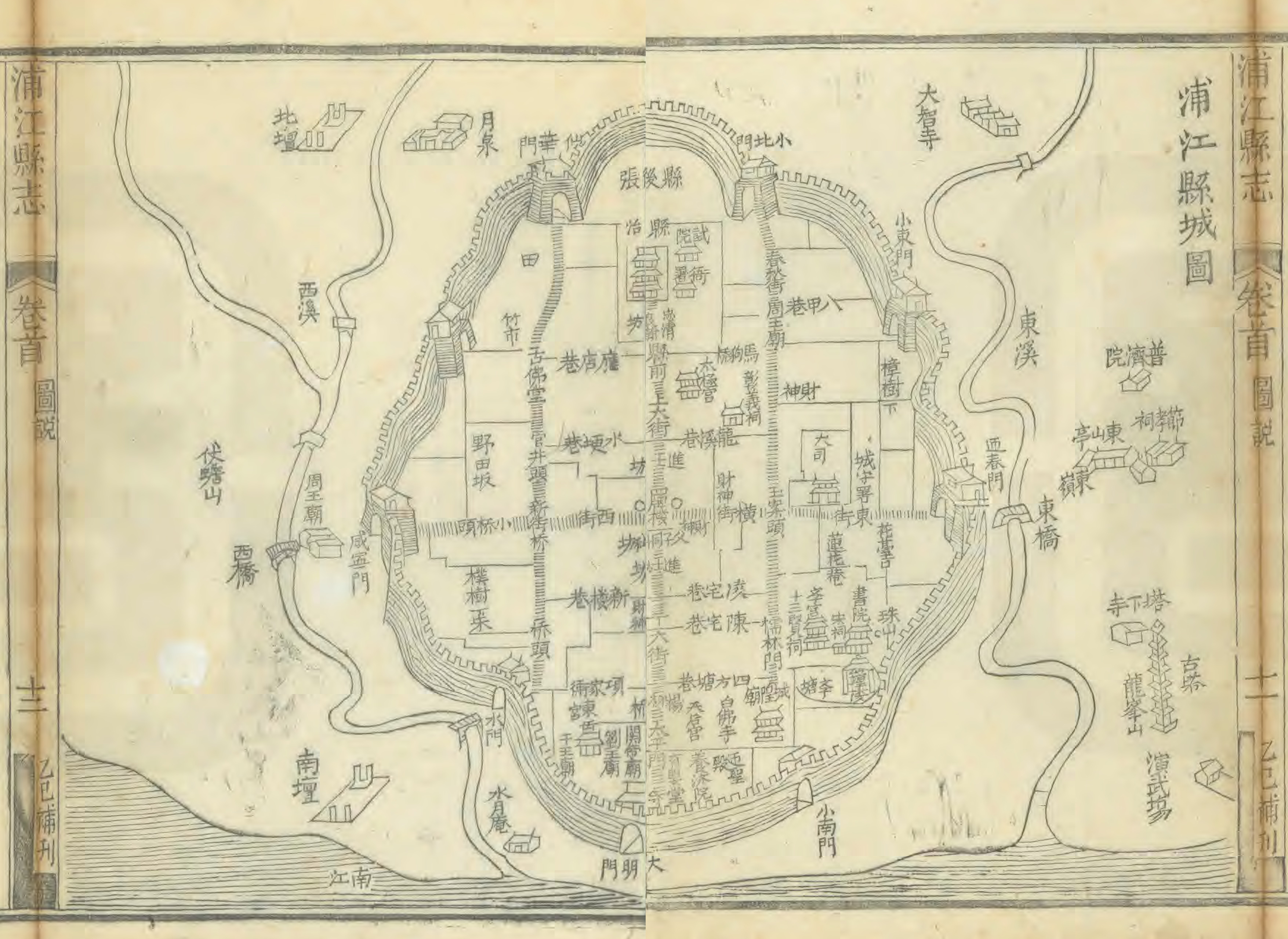
清光绪三十一年（1905）《浦江县志》县城图。

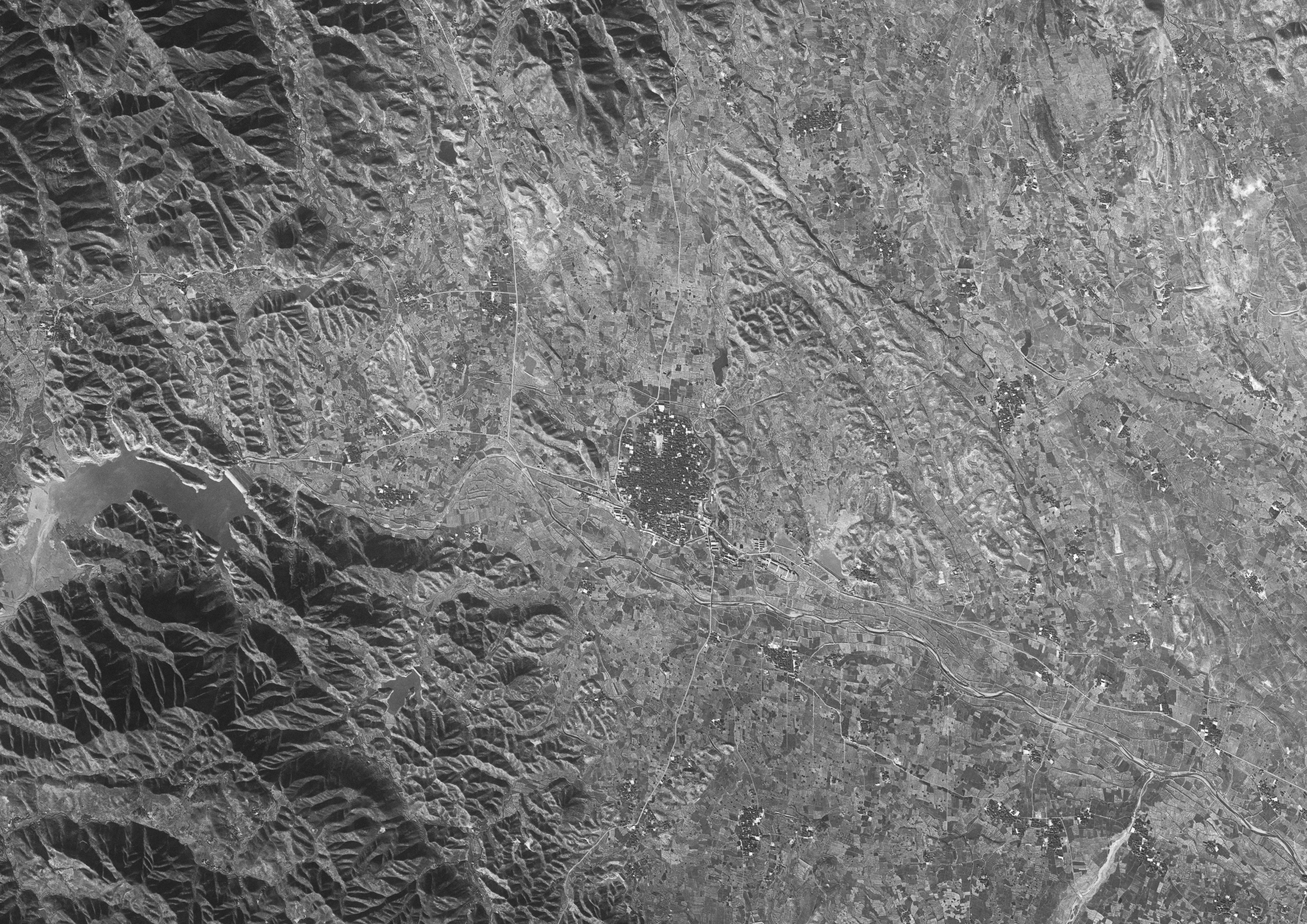
1969年12月原浦江县城及周边地区卫星地图。

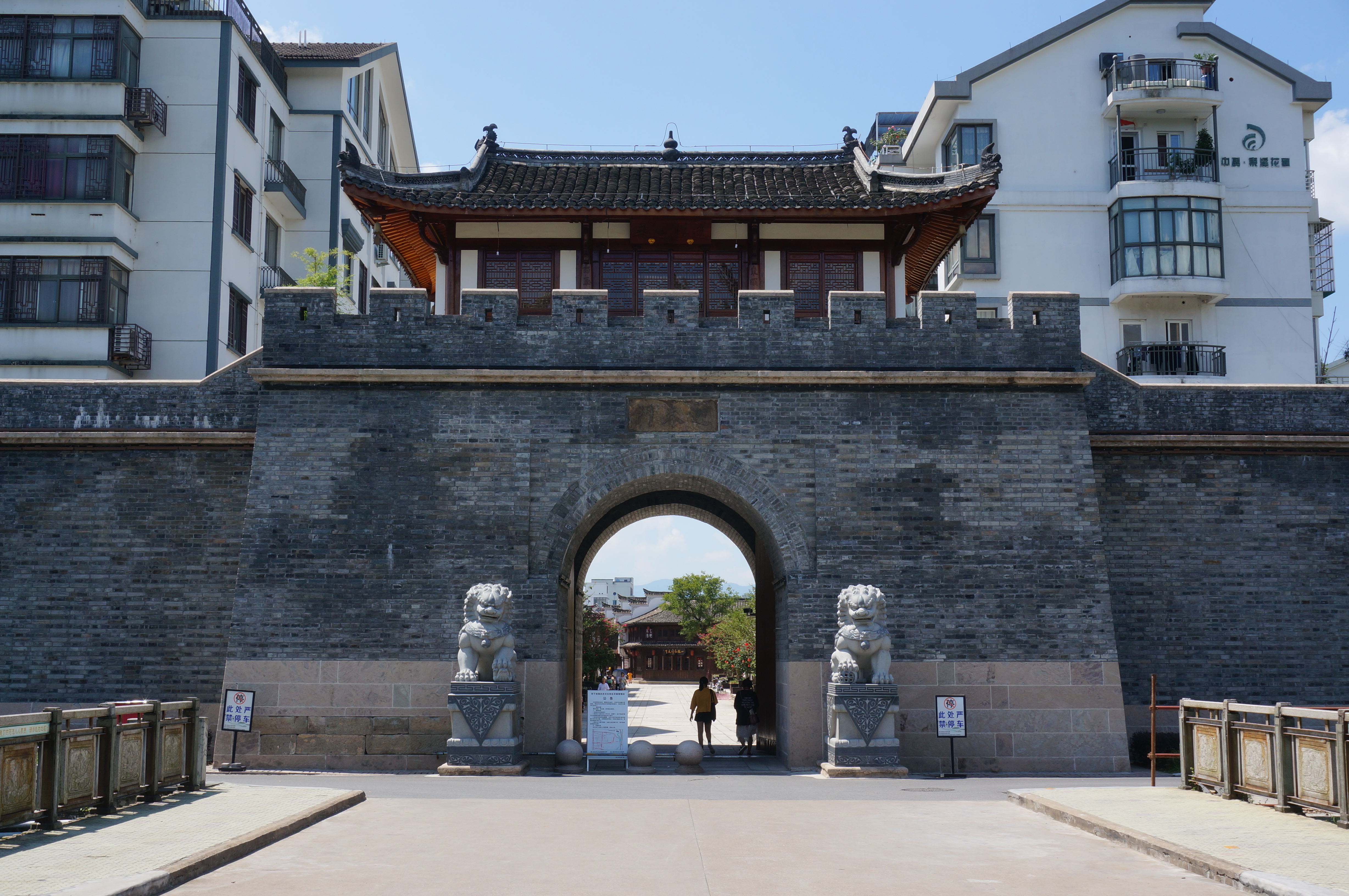
近年重建的迎春门。

浦江城墙为旧浦江县城城墙，位于今中华人民共和国浙江省金华市浦江县浦阳街道城区，今已不存。
浦江建置始于东汉兴平二年（195）析太末、诸暨所置丰安县，属会稽郡，隋灭陈后废。唐天宝十三载（754）又析义乌、兰溪及富阳置浦阳县，属婺州，五代吴越国天宝三年（910）改名浦江县，沿用至今。唐天宝年间置浦阳县后始筑土城，明正德七年（1512）立东西南北四座城门，嘉靖二年（1523）又设十八座栅门，嘉靖三十六年（1557）为防倭寇改筑石城，万历三十八年（1610）向北拓展，崇祯十一年（1638）、清乾隆三十三年至三十四年（1768-1769）重修。1949年后至1958年12月前后相继拆除。2017年底至2018年初重建大东门迎春门，施工期间曾发现古城墙遗址。
浦江城墙南临浦阳江（南江），西临西溪，隔溪对伏蟾山，东临东溪，隔溪对东山和龙峰山（塔山）。唐代土城周一里（约576米），高一丈三尺（约4.16米）。明清石城城周五里一百二十步（约3072米），仍高一丈三尺（约4.16米），厚与高同，呈不规则形，设有陆门八座，水门一座，八座陆门分别为大东门迎春门、大西门咸宁门、大南门文明门、大北门望华门（旧又名仙华门，其名称取自城北仙华山，以上为正门，建城楼俱三间）、小东门拥青门、小西门凝爽门、小南门宣和门和小北门辅辰门（以上为偏门，建城楼俱一间），水门名祈年门（建城楼一间），位于城西南隅。城外利用东溪、西溪和浦阳江为天险，不另设城壕（图）。
城内原主要街道呈一横三纵的格局，其中横街称为东街——横街——西街——小桥头（今解放路），连接大东门和大西门，居中的纵街称为上大街——下大街（今和平路），连接大南门与县署，与横街交汇处称四牌楼，东侧的纵街称为后街（今民主路），与横街交汇处称玉案头。原主要建筑有县署（位于城北正中，抗战时期被侵华日军拆毁）、城守署（驻防署，位于东街北侧）、学宫（浦江县学文庙，位于城东南，南临大方池（学塘），其址今为浦江县政府（老县府））、浦阳书院及文昌阁（位于学宫东侧，南临大方池（学塘），池中建有钟楼，其址今为浦江县政府（新县府））、城隍庙（位于学宫西南，其址今为时代广场）、白佛寺（位于城隍庙西侧，其址今为文化广场）、天后宫（位于白佛寺西侧，其址今为文化广场）和太极宫（位于县署东南）等，今已不存。城内尚存解放路和民主路和等传统历史街区，以及张氏宗祠（今浦江博物馆）和严家廿四间头（今浦江县非遗馆）具有代表性的传统宗祠、民居。